# Jorma Koivulehto
Jorma Koivulehto (12. října 1934, Tampere – 23. srpna 2014) byl profesorem germanistiky na Helsinské univerzitě a badatelem v oblasti finských přejatých slov. je znám především svou prací týkající se finské etymologie. Byl členem Finské akademie věd a dalších dvou zahraničních akademií.

## Dílo
- Uralische Evidenz für die Laryngaltheorie
- Verba mutuata – „Slova vypůjčená“